# Gladiovalva
Gladiovalva är ett släkte av fjärilar. Gladiovalva ingår i familjen stävmalar.
Kladogram enligt Catalogue of Life:
| Gladiovalva | \| \| Gladiovalva badidorsella \| \| \| \| \| \| Gladiovalva pseudodorsella \| \| \| \| \| \| Gladiovalva rumicivorella \| \| \| \| |
|             | \| \| Gladiovalva badidorsella \| \| \| \| \| \| Gladiovalva pseudodorsella \| \| \| \| \| \| Gladiovalva rumicivorella \| \| \| \| |
|             | Gladiovalva badidorsella |
|             | |
|             | Gladiovalva pseudodorsella |
|             | |
|             | Gladiovalva rumicivorella |
|             | |